# Micheline Presle
Micheline Presle (París, 22 de agosto de 1922-Nogent-sur-Marne, 21 de febrero de 2024) fue una actriz francesa con una carrera en el cine de más de 80 años. Actuó en películas tanto en su país como en los Estados Unidos.

## Trayectoria
Micheline Nicole Julia Émilienne Chassagne nació en París. Tomó clases de actuación en su adolescencia e hizo su debut cinematográfico a la edad de 15 años en la producción de 1937 La Fessée. En 1938 recibió el Premio Suzanne Bianchetti como la actriz joven más prometedora del cine francés. Su ascenso al estrellato europeo, en películas como Devil in the Flesh, condujo a que recibiera algunas ofertas de Hollywood y en 1950 fue firmada por 20th Century Fox. Usando el apellido más fácil de pronunciar de "Presle", su primera producción de Hollywood fue un papel protagónico junto a John Garfield en la película Under My Skin dirigida por Jean Negulesco. Ese mismo año, el director Fritz Lang la eligió junto a Tyrone Power para el drama bélico Guerrilleros en Filipinas. En 1950 se convirtió en la segunda esposa del actor estadounidense William Marshall, con quien tuvo una hija, Tonie. William Marshall se había asociado con el actor Errol Flynn y su compañía de producción y en 1951 la dirigió a ella y a Flynn en la película Adventures of Captain Fabian.
El matrimonio de Presle no duró y ella regresó a Francia, divorciándose de Marshall en 1954. Su carrera floreció en las películas francesas y en 1957 fue invitada al programa de Ed Sullivan. En 1959 actuó en el Reino Unido en la producción en inglés de Blind Date dirigida por Joseph Losey. Regresó a Hollywood en 1962 para interpretar a la madre de Sandra Dee en la película de Universal Studios If a Man Answers, que también contó con el marido de Dee, el cantante Bobby Darin. Al año siguiente, Presle volvió a actuar en inglés en The Prize, protagonizada por Paul Newman. En 1988 protagonizó el episodio The Man Upstairs de la serie The Ray Bradbury Theater.
No realizó más películas en inglés, pero después de actuar en más de cincuenta películas en francés, en 1989 apareció en la producción bilingüe francesa I Want to Go Home, por la que fue nominada para el Premio César a la Mejor Actriz en un papel secundario, ganadora del Festival de Venecia.
En 1971, Presle firmó el Manifiesto de las 343, declarando públicamente que tuvo un aborto ilegal.

## Premios y reconocimientos
- 1940, recibió el premio Suzanne Bianchetti a la actriz joven más prometedora del año, Jeunes filles en détresse (Chicas en peligro) de Georg Wilhelm Pabst, 1939.[4]
- 1947, la prensa la nombró mejor actriz francesa por su interpretación en Le Diable au corps (El diablo y la dama) de Claude Autant-Lara.
- 1950, galardonada con la "Victoire du Cinéma Français" por su actuación en Les Derniers Jours de Pompéi (Los últimos días de Pompeya) de Marcel L'Herbier.[5]
- 1959 y 1993, miembro del jurado del Festival de Cannes.[6]
- 1987, Homenaje en el Festival Internacional de Cine de Mujeres de Créteil, Francia.[7]
- 1990,  nominada al César a la mejor actriz de reparto, por I Want to Go Home (Quiero volver a casa).[8]
- 2004, recibió un Premio César honorífico.[9]
- 2010, condecorada Comendador de las Artes y las Letras.[10]